# عزان (الخبت)

تعديل مصدري - تعديل

عزان هي إحدى قرى عزلة جبع بمديرية الخبت التابعة لمحافظة المحويت، بلغ تعداد سكانها 204 نسمة حسب تعداد اليمن لعام 2004.